# Patriot Prayer

## Historia

### Inicios
El grupo Patriot Prayer fue fundado en 2016 por el estadounidense Joey Gibson, quien se sintió motivado para convertirse en activista después de ver la cobertura televisiva de un mitin de Trump el 2 de junio de 2016 en San José, California, donde las protestas resultaron en peleas callejeras. Desde principios de 2017, los partidarios de Patriot Prayer han viajado al centro de Portland para realizar manifestaciones en apoyo a Donald Trump. Patriot Prayer es un grupo de extrema derecha, parte del ala conservadora de la política estadounidense. Ha realizado mítines en áreas conocidas de Estados Unidos. También se ha descrito como un grupo antigubernamental. En San José, Mercury News describió a Patriot Prayer como: 
"Un grupo de derecha", cuyos eventos "atrajeron a supremacistas blancos y terminaron en enfrentamientos violentos entre manifestantes de ambos lados".
En 2017, Gibson se consideraba un libertario conservador.
Patriot Prayer se ha relacionado con la extrema derecha, al igual que otras organizaciones de dicha posición política. Gibson negó que el grupo fuera nacionalista blanco, ya que afirmó que apoyaba "la libertad, el amor y la paz". El objetivo declarado del grupo es el apoyo a la Primera Enmienda, la libertad de expresión y "liberar a los conservadores de la costa oeste".
Patriot Prayer es descrito como un "grupo pro-Trump". El Weekly Standard describió las primeras manifestaciones de Patriot Prayer subrayando que abordaban "temas abiertamente pro-Trump". La oposición a los mítines de Gibson creció en mayo de 2017, luego del ataque al tren de Portland en 2017, que causó un doble asesinato por motivos raciales cometido por Jeremy Christian, un hombre conocido por asistir a concentraciones de Patriot Prayer.
En agosto de 2017, David Neiwert, que escribía para el Southern Poverty Law Center (SPLC), describió a Patriot Prayer como "una forma de trollear el noroeste del Pacífico con la intención de provocar una respuesta de los antifascistas de extrema izquierda." Neiwert señaló que Gibson "denunció a los supremacistas blancos y neonazis después de la manifestación 'Unite the Right' y declaró que su objetivo era 'excluir activamente' a los grupos supremacistas blancos." Los miembros del grupo supremacista Identity Evropa han asistido a las concentraciones de Patrior Prayer. El SPLC se refirió a Patriot Prayer como "extremistas violentos".
En 2018, se instó a las autoridades a llevar a cabo una investigación después de que Patriot Prayer calificara al Consejo de Relaciones americo-islámicas como una "organización extremista musulmana" y realizara amenazas contra este. Los miembros de Patriot Prayer han acosado y agredido a activistas de Abolish ICE y a otros militantes de izquierda.
Patriot Prayer también ha atraído a grupos paramilitares antigubernamentales como Oath Keepers y Three Percenters.

### Organización
Durante un tiempo, a partir de febrero de 2019, Patriot Prayer fue registrado como una corporación, pero en el 18 de septiembre de 2019 se disolvió voluntariamente. En octubre de 2019, Gibson aconsejó a sus seguidores que le enviaran donaciones a través de la Iglesia de Fe y Libertad, una organización de la que los funcionarios que supervisan organizaciones benéficas y sin fines de lucro no encontraron registro en los estados que afirmaban estar activos: California, Oregón y Washington.
Crosscut describió a Gibson como "el hombre que parece dirigir todo". Un infiltrado en Patriot Prayer dijo que el grupo tenía alrededor de quince miembros principales en 2019. Los miembros del grupo han incluido al activista Tusitala "Tiny" Toese, un confidente de Gibson que ha enfrentado múltiples cargos criminales por violencia, y Chandler Pappas, que además fue acusado por un jurado de ocho cargos por delitos graves en 2021 debido a su papel en la violación del capitolio del estado de Oregón. Seis personas afiliadas a Patriot Prayer, incluyendo a Gibson, fueron acusadas por delitos graves de disturbios públicos seguido de una pelea entre Patriot Prayer y los trabajadores de una sidrería de Portland, el 1 de mayo de 2019; varios miembros se declararon culpables de los cargos.
Varios sitios web de financiación colectiva han eliminado las cuentas de Gibson y Patriot Prayer de sus plataformas, incluidos GivingFuel en noviembre de 2018, Go Get Funding en septiembre de 2019 y GoFundMe en octubre de 2019. Patriot Prayer solía utilizar Facebook para reclutar asistentes. Sin embargo, en septiembre de 2020, Facebook eliminó las páginas de Patriot Prayer y Gibson como parte de sus esfuerzos por eliminar las "milicias violentas" de sus redes sociales.

## Actividades
Desde 2016, los miembros de Patriot Prayer han organizado decenas de mítines a favor de Donald Trump y de la segunda enmienda en la región noroeste de los Estados Unidos. Los asistentes a estas marchas, comúnmente se encuentran con los Proud Boys y otros grupos extremistas, causando repetidos disturbios y peleas en las calles del Área Metropolitana de Portland.
Antes de la violenta Manifestación Unite the Right en Charlottesville, Virginia, las manifestaciones de Patriot Prayer presentaban a "nacionalistas de derecha". Después de los disturbios en Charlottesville el grupo ha tratado de distanciarse de la escena alt-right. Rose City Antifa ha organizado acciones de oposición a los mítines de Patriot Prayer. Desde ese entonces, dicha organización ha sido el principal rival de las reuniones de Patriot Prayer en Portland.

### 2017-2018

#### Manifestación «por Trump y la Libertad»
El 2 de abril del 2017, Patriot Prayer organizó un mítin «Por Trump y la Libertad» al que asistieron aproximadamente 300 personas, tanto partidarios como opositores del presidente Donald Trump, intercambiaron palabras en el Esther Short Park de Vancouver, cerca de Portland, siendo una marcha relativamente pacífica. La milicia Three Percenters proporcionó la seguridad.

#### «Marcha por la libertad de expresión»
Después de la cancelación de un evento del Festival de las Rosas debido a amenazas de violencia, supuestamente de antifascistas, contra los asistentes pertenecientes al Partido Republicano del Condado de Multnomah, Gibson organizó una "Marcha por la Libertad de Expresión" el 29 de abril de 2017. Gibson le dijo a The Guardian: “Vamos a continuar con nuestro mitin. No hay forma de que nos detengamos. Es aún más importante que salgamos con un fuerte mensaje de amor”. Se estima que hubo 60 contramanifestantes y la policía realizó tres arrestos. En la marcha, gritando insultos raciales, estaba Jeremy Joseph Christian, quien luego fue arrestado por el ataque en el metro de Portland en 2017, donde dos hombres fueron asesinados en un ataque con cuchillo. Gibson denunció las acciones de Christian y dijo que lo expulsó del mitin del 29 de abril debido a su “extraño comportamiento”.